# Kia Sportage
Kia Sportage je model vozu typu SUV vyráběný od roku 1993 jihokorejskou automobilkou Kia. Nevšední název modelu vznikl spojením anglických slov „sport“ a „portage“. Na český trh byl vůz uveden roku 2005. Třetí generace vozu se prodávala od roku 2010, čtvrtá od roku 2016. Od roku 2021 jihokorejská automobilka vyrábí pátou generaci vozu Kia Sportage. 
První generace se vyráběla v letech 1994-2003. Druhá generace se vyráběla v letech 2004-2010. Třetí generace se vyráběla v letech 2010-2015, čtvrtá generace se vyráběla v letech 2016 až 2021 a pátá generace zahájila výrobu v roce 2021.